# Anales de la Universidad de Chile

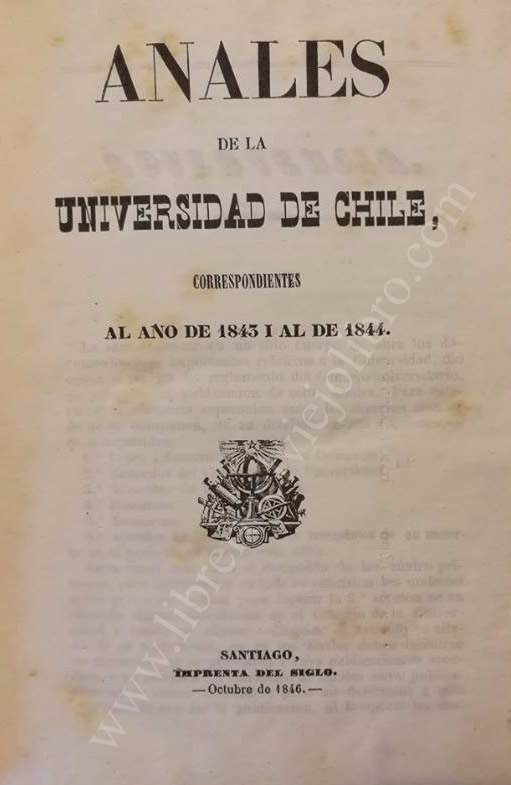
Annali dell'Università del Cile, dell'anno 1843 e 1844. Ottobre 1846. 446 pagine, Prima Edizione

La rivista Anales de la Universidad de Chile (AUCH, o abbreviato Anales Univ. Chile) è stata fondata il 23 aprile 1844 con lo scopo di diffondere la gestione governativa e universitaria, oltre al lavoro scientifico sviluppato dalla Casa de Estudios.
È la pubblicazione periodica più antica in idioma spagnolo delle Americhe e ha contribuito a far conoscere autori come Claudio Gay, Andrés Bello, Ignacio Domeyko, Gabriela Mistral, Pablo Neruda, Juvenal Hernández Jaque, Manuel Manquilef, Eloísa Díaz, Amato Alonso, Bernardo Subercaseaux e Humberto Giannini. La sua lettura è stata raccomandata da Alexander von Humboldt nella sua opera Cosmos.

## Storia
La fondazione della rivista venne stabilita con l'articolo 29 del Regolamento del Consiglio Universitario del 23 aprile 1844. Il suo primo direttore è stato l'avvocato, poeta e politico Salvador Sanfuentes, allora Segretario Generale dell'Università del Cile.
Il materiale inizialmente accordato dal Consiglio Universitario per la pubblicazione era costituito dalle disposizioni legali dell'università e dell'istruzione pubblica, dalle attività svolte che venivano pubblicate per completo, da un riassunto delle attività rifiutate, dal rendiconto del Consiglio davanti al Governo, da una nota sui funzionari deceduti e sui programmi dell'Università.
La rivista ha sette serie di pubblicazioni:
- Prima serie: tra 1844-1922 con 177 volumi
- Seconda serie: tra 1923-1930 con 18 volumi
- Terza serie: tra 1931-1941
- Quarta serie: tra 1941-1971
- Quinta serie: tra 1982-1990
- Sesta serie: tra 1995-2005
- Settima serie: dal 2010 a oggi

### Primo numero
Pubblicato nel 1846 e corrispondente agli anni 1843 e 1844. Questa prima edizione conteneva il Discorso di Inaugurazione dell'Università del Cile pronunciato da Andrés Bello il 17 settembre 1843, oltre agli scritti di Domengo Faustino Sarmiento sull'ortografia, di José Victorino Lastarria sull'influenza sociale della Conquista e del sistema coloniale, e di Juan Bautista Alberdi sulla convenienza di un Congresso Generale Americano.

### Crescita della rivista
Lo scienziato nordamericano James Gillis portò negli Stati Uniti le principali pubblicazioni cilene, tra cui la rivista Anales. Iniziò in questo modo la sua distribuzione in ambito internazionale, arrivando ad istituti come l'Università di Lovaina, la Reale Società Geografica di Londra, la Società di Antiquari del Nord (Copenaghen), l'Istituto di Bologna, l'Università di Christiana, l'Accademia di Scienze di Madrid, l'Accademia Imperiale di Scienze, Arti e Belle Lettere di Dijon, la Società di Storia Naturale e di Medicina di Guiseen e l'Accademia di Scienze di San Pietroburgo.
Nell'articolo "Reparto de Los Anales de la Universidad de Chile" (1892, Santiago, Imprenta Cervantes, 40 pagine) si indica che in quella data si distribuivano 529 copie, 297 delle quali a case di studio e entità governative cilene, e 232 per le università dell'America Latina, degli Stati Uniti e dell'Europa.

### Nuovo approccio editoriale
Con l'apparizione di nuove pubblicazioni scientifiche e culturali nel paese, Anales si è convertita in una rivista culturale miscellanea e di interesse generale.
Nel 1869 venne pubblicata in due sezioni, pubblicate separatamente dal 1900:
- Il Boletín che contiene gli atti, i decreti, le risoluzioni, i regolamenti e le norme dell'educazione nazionale nei suoi livelli secondari e universitari venne pubblicato fino al 1952. Le denominazioni della pubblicazione furono: Boletín del Consejo de Instrucción Pública 1869-1923; Boletín de Instrucción Pública, Secundaria y Superior 1923-1927; Boletín del Consejo Universitario 1928-1933, Boletín del Consejo Ejecutivo 1933 y Boletín del Consejo Universitario 1934-1952.
- Le Memorias Científicas y Literarias che descrive gli apporti scientifici e letterari firmati dagli autori.

## Digitalizzazione della collezione
Nell'anno 2012 la Dirección de Sistemas de Servicios de Información y Bibliotecas (SISIB) ha completato il lavoro di digitalizzazione dei vecchi numeri della rivista. Il processo ha riguardato 301 volumi, che contenevano 6.657 articoli e più di 132.000 pagine di testo.
Il materiale, insieme ai numeri successivi delle pubblicazioni, sono disponibili in formato digitale sul sito ufficiale della rivista Anales.